# Jan Swafford
Jan Swafford, född 1946, är en amerikansk tonsättare, musikvetare och författare. Han undervisar vid Tufts University och är författare till de respekterade biografierna över tonsättarna Charles Ives och Johannes Brahms.
Hans kompositioner, som är mycket lyriska och rör sig fritt mellan tonalitet och atonalitet, kan klassificeras som nyromantiska. Stilen är påverkad av musik från Indien och Bali, men också från jazz och blues. Namnen på många av hans verk visar på inspiration från naturen. Swafford själv ser sin stil som en sorts klassicism. Han är angelägen om klarhet, omedelbarhet och uttryck. Han beskriver den som "musik som låter bekant fast den är ny, verk som låter som om de skrev sig själva."
Särskilt nämnvärda är hans pianokvintett Midsummer Variations, hans pianokvartett They Who Hunger (1989), hans pianotrio They That Mourn (in memoriam 9/11 2002) och hans orkesterverk Landscape with Traveler (1979-80), After Spring Rain (1981-82), Late August (1992) och From the Shadow of the Mountain (2001).
Swafford arbetar för närvarande[när?] med ett musikstycke för cello solo, samt en biografi över Ludwig van Beethoven.